# Irineu Silvio Wilges
Irineu Silvio Wilges OFM (ur. 3 października 1936 w Pinheiral, zm. 17 listopada 2022 w Porto Alegre) – brazylijski duchowny katolicki, biskup diecezji Cachoeira do Sul w latach 2000-2011.

## Życiorys
W lutym 1956 wstąpił do franciszkanów, zaś cztery lata później złożył profesję zakonną. Święcenia kapłańskie przyjął 15 lipca 1962. W 1966 rozpoczął studia na Papieskim Uniwersytecie Antonianum w Rzymie, uwieńczone w 1971 tytułem doktora. Był m.in. wiceprowincjałem (1974-1983) i definitorem kurii generalnej w Rzymie (1985-1991).

### Episkopat
14 czerwca 2000 został mianowany przez papieża Jana Pawła II biskupem diecezji Cachoeira do Sul. Sakry biskupiej udzielił mu 12 sierpnia tegoż roku kard. Aloísio Lorscheider. 9 września 2000 objął rządy w diecezji.
28 grudnia 2011 przeszedł na emeryturę.